# 론 디샌티스
로널드 디온 디샌티스(영어: Ronald Dion DeSantis, 1978년 9월 14일 ~ )는 2019년 1월부터 제46대 플로리다주의 주지사로 재직 중인 미국의 정치인이다. 그는 민주당 후보 찰리 크리스트를 19.4% 차이로 꺾고 2022년에 재선되었다. 공화당 소속인 디샌티스는 2013년부터 2018년까지 미국 하원에서 플로리다주 제6구를 대표했다.
잭슨빌에서 태어난 디샌티스는 어린 시절의 대부분을 플로리다주 더니딘에서 보냈다. 그는 예일 대학교와 하버드 법학대학원을 졸업했다. 디샌티스는 2004년에 미국 해군에 입대하여 SEAL 팀 원의 법률 고문으로 근무하기 전에 중위로 승진했다. 그는 2007년에 이라크에 배치되었다. 그가 1년 후 미국으로 돌아왔을 때, 미국 법무부는 디샌티스를 플로리다 중부에 있는 미국 검찰청에서 특별 보좌관으로 임명했는데, 그는 2010년에 소령으로 명예 제대할 때까지 그 직책을 맡았다.
디샌티스는 2012년 민주당 상대인 헤더 비번을 물리치고 처음으로 의회에 선출되었다. 재임 기간 동안 그는 프리덤 코커스 멤버가 되었고 도널드 트럼프 대통령의 동맹이었다. 디샌티스는 로버트 뮬러 특별검사의 2016년 미국 대선 개입 수사를 자주 비판했다. 그는 2016년 잠시 미국 상원 의원에 출마했다가 현직 상원의원 마코 루비오가 재선을 노리자 사퇴했다.
2018년 주지사 선거 운동 동안, 디샌티스는 트럼프에 대한 지지를 강조했다. 그는 8월에 공화당 후보 지명을 받았고 그의 러닝메이트로 주 하원의원 자넷 누녜스를 선택했다. 디샌티스와 민주당 후보인 앤드루 길럼 탤러해시 시장 간의 총선 접전이 기계 재검표를 촉발했다. 디샌티스는 0.4%의 승률로 우승자로 인증되었다.
플로리다주에서 코로나19 범유행 기간 동안 디샌티스는 안면 마스크 의무, 재택 명령 및 예방 접종 요구 사항을 포함한 제한을 부과하는 것에 저항했다. 2021년 5월, 그는 기업, 학교, 유람선 및 정부 기관이 백신 접종 증거를 요구하는 것을 금지하는 법안에 서명했다.

## 군복무
2004년, 하버드 법대 2학년 때, 디샌티스는 미국 해군의 장교로 임명되었고, 해군 판사 옹호 장군단 (JAG)에 배치되었다. 그는 2005년에 해군 사법 학교를 마쳤다. 그 해 말, 그는 플로리다주의 메이포트 해군 보급 기지에 있는 JAG 재판소 남동쪽 사령부에 검사로서 보고했다. 그는 2006년에 중위에서 대위로 진급했다.
2006년 봄, 디샌티스는 관타나모만 수용소의 수감자들과 함께 합동 태스크 포스(JTF-GTMO)에 도착했다. 공개된 그의 해군 복무 기록은 수정되었고, 해군은 정보의 자유법에 대한 개인 정보 보호 예외를 인용했다. 관타나모에서 열린 만수르 아마드 사드 알데이피는 2022년 디샌티스가 강제로 먹이를 주는 수감자들을 감독했고, 디샌티스는 기지 지휘관에게 강제로 먹이를 주는 방법에 대해 조언했다고 인정했다고 주장했다.

## 플로리다주지사
디샌티스는 2019년 1월 8일, 플로리다주지사가 되었다. 40세의 나이로 취임한 그는 1913년 파크 트램멜 이후 최연소로 취임했으며, 공화당 소속으로는 최연소로 이 직책을 수행했다. 그는 일반적으로 보수주의자로서 통치해 왔다. 취임 3일 후인 1월 11일, 1949년 강간 혐의로 억울하게 유죄 판결을 받은 흑인 남성 그룹인 그로블랜드 포를 사후 사면했다.

## 정치 성향
젊은 나이임에도 불구하고 미국 정치 역사상 최고 수준의 극우 성향이며 도널드 트럼프보다도 훨씬 극우 성향이 강하다. 게다가 극도로 과격한 정치성향으로 인해 공화당 내부에서조차 인망을 잃고 있다. 때문에 온건파 보수 성향의 유권자나, 중도 보수 성향의 유권자들에게는 외면받고 있다.

## 정치적 입장

### 낙태 및 생식권
미국 대법원이 낙태권을 다시 주(州)로 돌려준 《도브스》 판결에 따라 디샌티스는 "생명보호권 확대"를 약속했다. 2022년 4월 14일, 그는 임신 15주 이후 선택적 낙태를 금지하는 법안에 서명했다. 이 법은 의사 2명 이상이 임신부의 신체 건강에 '심각한 위험'을 회피할 필요가 있거나 태아가 '치명적인 태아 이상'을 갖고 있다고 인증할 경우 15주 이상의 생존 가능한 임신 중지를 허용하는 예외를 포함하고 있지만 강간, 인신매매, 근친상간, 정신건강 등에 대해서는 예외를 두지 않는다.
이 법령은 부분적인 출산 낙태, 태아 실험, 낙태 시도 중 또는 직후에 산 채로 태어난 영아를 해치는 것을 금지하고 있다. 또한 기존에 제정된 임신 3개월차 낙태에 대한 최소한의 보건안전 기준과 미국 대법원의 결정으로 시행되지 않았던 태아 유골의 인도적·위생적 처분에 대한 기준을 시행하고 있다. 법령의 규정을 위반하여 발견된 낙태 제공자는 최대 3급 중범죄로 기소될 수 있다. 이 조항은 일반적으로 낙태를 시행하는 의사들에게만 적용되지만, 낙태 시술자의 의료 종사자라면 누구나 위반 사실을 신고하지 않은 경우 중죄로 기소될 수 있다.

### 법 집행
디샌티스는 경찰 자금 지원 노력에 반대하며, 주지사로서 "경찰 자금 지원"을 위한 이니셔티브를 도입했다. 2021년 9월, 디샌티스는 주 밖의 경찰 신병을 추가로 유치하기 위해 플로리다 경찰관을 위한 5,000 달러의 서명 보너스를 도입했다.

### 기술 기업
소셜 미디어 네트워크가 그들의 플랫폼에서 트럼프를 제거하는 것에 대한 반응으로, 디샌티스와 다른 플로리다주 공화당원들은 기술 회사들이 정치 후보들을 탈플랫폼화하는 것을 금지하는 법안을 플로리다주 의회에서 밀어붙였다. 한 연방 판사는 이 법이 수정헌법 제1조와 연방법을 위반했다는 이유로 발효되기 전날 사전 가처분 신청으로 이 법을 막았다. 트위터가 스팸과 플랫폼 조작에 대한 규칙을 위반했다는 이유로 디샌티스 행정부 평론가 리브카 존스의 계정을 정지시키자, 디샌티스 사무실은 "오래 전에 한 결정"이라며 박수를 보냈다.

## 역대 선거 결과
| 선거명      | 직책명                        | 대수  | 정당   | 득표율 | 득표수      | 결과 | 당락                   |
| ----------- | ----------------------------- | ----- | ------ | ------ | ----------- | ---- | ---------------------- |
| 2012년 선거 | 하원의원 (플로리다 제6선거구) | 113대 | 공화당 | 57.22% | 195,962표   | 1위  | 플로리다 하원의원 당선 |
| 2014년 선거 | 하원의원 (플로리다 제6선거구) | 114대 | 공화당 | 62.55% | 166,254표   | 1위  | 플로리다 하원의원 당선 |
| 2016년 선거 | 하원의원 (플로리다 제6선거구) | 115대 | 공화당 | 58.57% | 213,519표   | 1위  | 플로리다 하원의원 당선 |
| 2018년 선거 | 플로리다 주지사               | 46대  | 공화당 | 49.59% | 4,076,186표 | 1위  | 플로리다 주지사 당선   |
| 2022년 선거 | 플로리다 주지사               | 46대  | 공화당 | 59.37% | 4,614,210표 | 1위  | 플로리다 주지사 당선   |